# Dirección General de Investigación y Desarrollo (ejército de Argentina)
La Dirección General de Investigación y Desarrollo (DIGID) es una dirección general del Ejército Argentino. Su principal tarea es conducir el esfuerzo de investigación y desarrollo (I+D) de la fuerza armada. Se halla en la órbita del Estado Mayor General del Ejército.

## Reseña
La dirección general fue organizada en 2011 tras una modificación a la estructura orgánico-funcional de conducción superior de las Fuerzas Armadas de la Nación.

## Organización
La DIGID a través del Ministerio de Defensa tiene relaciones con las otras Fuerzas Armadas y el Estado Mayor Conjunto, así como las empresas de producción para la defensa como Fabricaciones Militares y CITEDEF.

## Proyectos
- Modernización del TAM: modernización hacia el estándar TAM 2C-A2, realizada con asistencia técnica de Elbit Systems en la Dirección de Arsenales en Boulogne Sur Mer.[3]
- Modernización del CITER: modernización del cañón CITER 155 mm al estándar CITER III.[4]
- Modernización del FAL: modernización del fusil FAL 7,62 mm comenzada en 2010 junto con la Facultad de Ingeniería del Ejército y Fabricaciones Militares con FM FLB.[5]
- Radar "Güemes": up-grade del radar RASIT de vigilancia terrestre[6]
- RMF-200V: radar de vigilancia y defensa aérea similar al "Giraffe"[6]